# Copa Mundial de Hockey Masculino
La Copa Mundial de Hockey Masculino es la máxima competición internacional de hockey en categoría masculina. Es organizado desde 1971 por la Federación Internacional de Hockey (FIH). Actualmente se realiza cada cuatro años.

## Ediciones
| Núm. | Año  | Sede                                              | Oro          | Plata        | Bronce       |
| ---- | ---- | ------------------------------------------------- | ------------ | ------------ | ------------ |
| I    | 1971 | Barcelona ( España)                               | Pakistán     | España       | India        |
| II   | 1973 | Amstelveen · ( Países Bajos)                      | Países Bajos | India        | RFA          |
| III  | 1975 | Kuala Lumpur ( Malasia)                           | India        | Pakistán     | RFA          |
| IV   | 1978 | Buenos Aires ( Argentina)                         | Pakistán     | Países Bajos | Australia    |
| V    | 1982 | Bombay ( India)                                   | Pakistán     | RFA          | Australia    |
| VI   | 1986 | Londres ( Reino Unido)                            | Australia    | Inglaterra   | RFA          |
| VII  | 1990 | Lahore ( Pakistán)                                | Países Bajos | Pakistán     | Australia    |
| VIII | 1994 | Sídney ( Australia)                               | Pakistán     | Países Bajos | Australia    |
| IX   | 1998 | Utrecht · ( Países Bajos)                         | Países Bajos | España       | Alemania     |
| X    | 2002 | Kuala Lumpur ( Malasia)                           | Alemania     | Australia    | Países Bajos |
| XI   | 2006 | Mönchengladbach · ( Alemania)                     | Alemania     | Australia    | España       |
| XII  | 2010 | Nueva Delhi ( India)                              | Australia    | Alemania     | Países Bajos |
| XIII | 2014 | La Haya · ( Países Bajos)                         | Australia    | Países Bajos | Argentina    |
| XIV  | 2018 | Bhubaneswar ( India)                              | Bélgica      | Países Bajos | Australia    |
| XV   | 2023 | Bhubaneswar/Rourkela ( India)                     | Alemania     | Bélgica      | Países Bajos |
| XVI  | 2026 | Amstelveen · ( Países Bajos) · Wavre · ( Bélgica) |              |              |              |

## Medallero histórico
- Actualizado a India 2023.

| Núm. | País         | Oro | Plata | Bronce | Total |
| ---- | ------------ | --- | ----- | ------ | ----- |
| 1    | Pakistán     | 4   | 2     | 0      | 6     |
| 2    | Países Bajos | 3   | 4     | 3      | 10    |
| 3    | Australia    | 3   | 2     | 5      | 10    |
| 4    | Alemania     | 3   | 2     | 4      | 9     |
| 5    | India        | 1   | 1     | 1      | 3     |
| 6    | Bélgica      | 1   | 1     | 0      | 2     |
| 7    | España       | 0   | 2     | 1      | 3     |
| 8    | Inglaterra   | 0   | 1     | 0      | 1     |
| 9    | Argentina    | 0   | 0     | 1      | 1     |
|      | TOTAL        | 15  | 15    | 15     | 45    |

1. ↑   Incluye las medallas obtenidas por la RFA entre 1949 y 1990.